# Gho

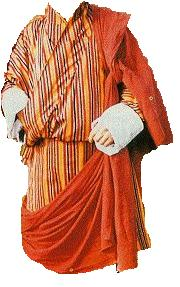
Ilustracja przedstawiająca gho

Gho – tradycyjny strój bhutański noszony przez mężczyzn. 
Gho sięga do kolan, nadmiar tkaniny powyżej pasa jest wykorzystany do przechowywania różnych przedmiotów. Król Bhutanu, Jigme Singye Wangchuck nakazał mężczyznom noszenie gho, gdy załatwiają oficjalne sprawy, w przeciwnym razie mogą zapłacić grzywnę.
Bardzo ważnym elementem gho jest także szal, zwany kabney.